# Prestonia annularis
Prestonia annularis är en oleanderväxtart som först beskrevs av Carl von Linné d.y., och fick sitt nu gällande namn av George Don jr. Prestonia annularis ingår i släktet Prestonia och familjen oleanderväxter. Inga underarter finns listade i Catalogue of Life.